# Poljanska Sora
Glej tudi Sora, Selška Sora.
Poljánska Sóra (tudi Poljanščica) je reka v zahodni Sloveniji, desni povirni pritok Sore, ki se v Škofji Loki združi s Selško Soro. Izvira kot neznaten potoček v severnem delu Rovtarskega hribovja, teče sprva proti zahodu, nato se obrne proti severu, teče mimo Žirov skozi manjšo Žirovsko kotlino in nato po ozkem  odseku Poljanske doline do Gorenje vasi, kjer vstopi v širši del doline. Od tam dalje nato teče proti severovzhodu vse do sotočja s Selško Soro v Škofji Loki
V povirnem delu ima zelo razvejeno mrežo pritokov, zlasti z leve strani: Rovtarska Sora, Črna, Žirovnica, Osojnica, Hobovščica, Kopačnica, z desne Račeva. Dolvodno od Gorenje vasi so večji in daljši desni pritoki (Brebovščica, Hotoveljščica, Sovpat, Bodoljski potok in Hrastnica), edini nekoliko večji levi pritok je Ločivnica.

## Opis reke
Poljanska Sora je glavni vodotok v južnem delu Škofjeloškega hribovja. Nastane iz več kratkih in ne posebno globokih grap v dolomitnem površju severnega dela Rovtarskega hribovja in kratek čas teče proti zahodu. Kmalu naleti na pas odpornejšega apnenca, v katerega si je vrezala kratko in ozko sotesko Sopot. Tu se vanjo z leve strani steka Rovtarska Sora (tudi Rovtarska grapa ali Rovtarica), na spodnjem koncu soteske pa se dolina obrne proti severu in nekoliko razširi. Z leve strani priteka vanjo pritok Črna, nekoliko niže z iste strani daljša Žirovnica in malo pred Žirmi še Osojnica.
Žiri stojijo v dnu majhne dolinske razširitve (tudi Žirovska kotlinica), v kateri se Poljanski Sori z desne pridruži večji potok Račeva. Na severnem koncu kotlinice se dolina Poljanske Sore ponovno zoži, saj se reka v tem delu prebija skozi pas permskih rdečih in sivih peščenjakov. Pri Fužinah priteka vanjo levi pritok Hobovščica (tudi Sovodnjica) iz dolge in ozke doline. Malo nad vasjo Trebija reka ponovno vstopi na dolomitno ozemlje in začne zavijati proti severovzhodu, pri Hotavljah, kjer se ji z leve pridruži potok Kopačnica pa vstopi v širšo Poljansko dolino, po kateri teče proti severovzhodu vse do sotočja s Selško Soro v Škofji Loki.
Prvo večje naselje v tem delu doline je Gorenja vas, ki stoji na obeh bregovih tik ob reki, za razliko od ostalih dolvodnih naselij, ki so se zaradi poplav umaknila na nekoliko višje rečne terase ali vršaje na robu doline, predvsem na prisojni severni strani. Pod Gorenjo vasjo se v Poljansko Soro z desne izliva Brebovščica. Od tu naprej teče reka po 100–200 m široki poplavni ravnici, zdaj po eni zdaj po drugi strani doline, vanjo pa se iz kratkih, a strmih grap iz okoliškega hribovja stekajo kratki potoki, ki so ob vstopu v glavno dolino v zadnji ledeni dobi nasuli večje ali manjše vršaje, po koncu ledene dobe pa so se ponovno vrezali vanje. 
 V Poljanah nad Škofjo Loko dobiva z leve nekoliko večji potok Ločivnico, z desne strani pa pri vasi Hotovlja priteka iz globoke grape potok Hotoveljščica. Po toku navzdol sledi okoli 3 km dolg, nekoliko ožji odsek doline, v katerem teče reka mimo Tavčarjevega dvorca, nato pa se bolj ali manj enakomerno široka dolina razširi le, kjer so pritoki iz ozkih grap nasuli vanjo večje vršaje. Tu so namreč na površju slabo odporni paleozojski skrilavi glinavci, v katerih so pritoki Poljanske Sore zajedli ozke in strme grape, mdr. Sovpat pri Logu in Bodoljski potok pri Bodovljah.
Tik pred Škofjo Loko dobiva Poljanska Sora z desne strani še zadnji pritok Hrastnico, ki se je globoko zajedla v dolomitni svet Polhograjskega hribovja. Med Škofjo Loko na levem in Puštalom na desnem bregu se reka slikovito zareže v ozek pas skoraj navpičnih apnenčastih plasti, malo niže pa se s Selško Soro združi v reko Soro.

## Hidronim in etimologija
Jezikoslovci razlagajo izvor hidronima Sora na dva načina: po prvem naj bi ime izviralo iz občne slovanske besede sővьra, ki bi lahko nastala iz glagola sъ-vьrĕti, to pa bi lahko pomenilo privreti, prikipeti (po tej razlagi bi lahko ime reke pomenilo hudournik), lahko pa bi pomenilo tudi skupaj vreti oziroma skupaj se zlivati, kar bi se lahko nanašalo na sotočje obeh Sor v Škofji Loki. Po drugi razlagi, ki jo je bolj zagovarjal jezikoslovec  F. Bezlaj, naj bi ime reke izhajalo iz predslovanskega imena Sarus, to pa iz latinskega vodnega imena Savara.
Ime ima reka po naselju Poljane nad Škofjo Loko, ki je bilo v preteklosti središče po njih imenovane doline (Poljanska dolina). Poleg imena Poljanska Sora se uporablja tudi skrajšano ime Poljanščica in težko je presoditi, katero je 'pravilnejše'. Geograf F. Planina je ob pregledu starih zemljevidov postavil domnevo, da se je v preteklosti ime Sora uporabljalo samo za Selško Soro, medtem ko naj bi Poljansko Soro imenovali Poljanščica. Na zemljevidu Kranjske (Ducatus Carnioliae Tabula Chorographica) iz leta 1744 cistercijanca Ivana Dizme Florjančiča je Selška Sora po nemško imenovana Zeyer Fl(uss), Poljanska Sora pa Polanschiza. Na avstrijskem vojaškem zemljevidu (1763–1787) je podobno: Poljanska Sora se imenuje Pollantschiza oder (ali) Pöllandter Bach, Selška Sora pa Soura oder (ali) Zeyer Bach. Na zemljevidih druge avstrijske vojaške izmere (1806–1869) je ime Poljanske Sore zapisano kot Soura oder (ali) Zayer Bach, ime Selške Sore kot Selzacher Zayer B.(ach), na zemljevidih tretje vojaške izmere (1869–1887) pa se reki imenujeta Pöllander Zeier oziroma Selzacher Zeier. V poznejših letih sta se precej enakovredno uporabljali obe imeni (Poljanska Sora in Poljanščica), vse do današnjih dni, vendar kaže, da se v zadnjih letih bolj uveljavlja ime Poljanska Sora, mdr. tudi na državni topografski karti v merilu 1 : 25.000, v enciklopedijah in leksikonih (Enciklopedija Slovenije)  in na spletnih straneh, npr. na Geopediji.

## Hidrogeografija
Poljanska Sora ima izrazit dinarski dežno-snežni režim z izrazitim prvim viškom pozno jeseni (oktober–december) in drugim viškom spomladi (marec–april). Njeno povirje sega v neposredno bližino alpsko-dinarske gorske pregrade, ki dobi največ padavin ob dolgotrajnejših jesenskih deževjih, drugi višek pa je posledica taljenja snega v hribovju in spomladanskih padavin. Poletni nižek je veliko izrazitejši od zimskega, saj zaradi manjših nadmorskih višin pogosto dežuje tudi ob otoplitvah v zimskih mesecih.
Poljanska Sora je izrazit hudournik, ki pogosto povzroča hude poplave, katerim so se morali ljudje v preteklosti prilagoditi, predvsem tako, da so naselja odmaknili na višje dolinsko obrobje, proč od reke in njene poplavne ravnice. V obdobju 1991–2010 so na vodomerni postaji Zminec izmerili najmanjši pretok ob dolgotrajni suši poleti 2003 (24. 8.: 0,97 m3/s), največje pretoke pa ob jesenskih poplavah v letih 2010 (18. 9.: 279 m3/s) in 2012 (28. 10.: 278 m3/s; 5. 11.: 274 m3/s). Reka ima torej res izrazit hudourniški značaj, saj je bila v obdobju 1991–2010 razlika med najmanjšim in največjim pretokom kar 334-kratna.
Skoraj celotni tok Poljanske Sore spremlja ožja ali širša poplavna ravnica, ki je izpostavljena pogostim hudourniškim poplavam. Manjša poplavna območja so že nad Žirovsko kotlinico, prav tako v dnu same kotlinice. Najdaljši pas poplavnega sveta je ob reki med Gorenjo vasjo in Visokim ter med Logom in Puštalom. Širina poplavne ravnice le na nekaj mestih preseže širino 100 m, a je v dolini dobro vidna, saj zaradi razmeroma pogostih poplav takorekoč ni poseljena in je v veliki meri ostala pod travniki.
Najhujše poznane poplave doslej so Poljansko dolino prizadele 27. in 28. septembra 1926, ko so v njenem porečju in v porečju sosednje Gradaščice padle izjemne količine padavin, ponekod celo več kot 300 mm. Zaradi močnih nalivov je Poljanska Sora s pritoki silovito narasla in 28. septembra 1926 na vodomerni postaji Suha dosegla pretok 649 m3/s. Samo v dolini Poljanske Sore je bilo poplavljenih ok. 600 ha površin, tretjina tega v Žireh in okolici, ostalo predvsem med Gorenjo vasjo in Poljanami. Najbolj so bile prizadete Žiri, kjer je voda uničila 13 hiš, v celotni dolini pa 19 stanovanjskih hiš, 18 gospodarskih poslopij, sedem žag in šest mlinov ter številne mostove. Veliko škode je bilo tudi na cestah ter na kmetijskih zemljiščih, ki jih je ponekod na debelo zasulo s prodom in plavjem.
 Zelo podobna poplava je bila 1. novembra 1990, ko je bila pod vodo celotna poplavna ravnica, na vodomerni postaji Zminec pa so izmerili doslej največji pretok (324 m3/s). Ob obeh poplavah so se sprožili tudi številni zemeljski plazovi, ki so prekinili cestne povezave po dolini in s hribovskimi naselji, leta 1990 je bila močno motena tudi oskrba s pitno vodo v skoraj celotni takratni škofjeloški občini.
Novembra 2012 je Poljanska Sora močno poplavljala po celotnem toku, na vodomerni postaji Zminec pa so ob višku poplave 5. novembra zabeležili višino vode 468 mm in najvišji pretok 274 m3/s. Največ škode je bilo na cestni in drugi infrastrukturi ter na kmetijskih zemljiščih, precej škode so naredili tudi hudourniški pritoki. Kljub vsemu te poplave niso bile tako uničujoče kot leta 1990, vsekakor tudi zaradi previdnosti pri poseganju v poplavno ogroženi prostor ob reki in njenih pritokih.

## Kakovost vode
Poljanska Sora ni vključena v redni monitoring kakovosti površinskih voda, vendar je to čista reka in ni obremenjena z odpadnimi snovmi. V zadnjih letih se je kvaliteta vode še izboljšala z izgradnjo in posodobitvijo čistilnih naprav, ki so zdaj v Žireh, Gorenji vasi in Poljanah. Zadnja pridobitev je obnova in povečanje čistilne naprave Gorenja vas, ki ima zdaj zmogljivost 3100 populacijskih enot. Vpliv nekdanjega rudnika urana Žirovski vrh se neznatno čuti še v rečnih sedimentih, delež radioaktivnih izotopov se s spiranjem postopoma zmanjšuje.

## Ljudje in reka
Večji del toka Poljanske Sore je v bolj ali manj naravnem stanju, močneje je struga spremenjena samo na krajših odsekih znotraj naselij, npr. mimo Žirov, skozi Gorenjo vas, pri Bodovljah in skozi Škofjo Loko. V preteklosti so na njej delovale številne žage in mlini, ki jih je ob poplavah pogosto odneslo, mdr. čisto v zgornjem toku pod Osredkom in Hlevnim Vrhom, v soteski Sopot, v Gorenji vasi in v Škofji Loki. Občasno so po reki tudi splavljali les.
V soteski pod Žirmi so nekoč stale fužine, v katerih so poleg železove rude talili še bakrovo rudo iz okolice; po njih se imenuje današnje naselje Fužine. V tamkajšnji soteski so leta 1922 zgradili majhno hidroelektrarno (današnja MHE Sora Fužine), ki je do druge svetovne vojne z električno energijo oskrbovala Žiri, Vrhniko, Logatec in Cerknico ter deluje še danes z instalirano močjo 0,36 MW. Že kmalu po izgradnji je poplava 18. junija 1925 odnesla jez in poškodovala elektrarno, močno je bila poškodovana tudi ob poplavi septembra 1926.
Kjer se Poljanska Sora med Škofjo Loko in Puštalom zareže v ozek pas apnenca, so že v srednjem veku njeno energijo izkoriščali za pogon mlinov, žage, kovačije in usnjarne, ki so stale na levem, loškem bregu. Tu je danes na reki ok. 150 m dolg puštalski jez, zgrajen leta 1999 iz medsebojno povezanih brun in vmes naloženega kamenja (kranjska stena) in je namenjen predvsem rekreaciji (kopališče); tu je bilo že med obema svetovnima vojnama zelo obiskano kopališče.

## Varstvo narave
Celotna reka od izvira do sotočja s Selško Soro spada z nekaterimi pritoki v varstveno območje Natura 2000, saj ima na večjem delu toka naravno ohranjeno strugo z raznovrstnimi vodnimi habitati. Pomembno je tudi obvodno rastje s funkcijo ekološkega koridorja, čeprav je večina obvodnih mokrotnih habitatov že dolgo spremenjena v kmetijske površine, predvsem travnike. Z občinskim odlokom so kot naravna vrednota zavarovane brzice na ozkem pasu apnenca tik pod puštalskim jezom, skupaj s t. i. Hudičevo brvjo nad njimi.
Poljanska Sora spada v skupino salmonidnih voda, saj ima čisto vodo in dobro ohranjene vodne habitate. V njej živi več ribjih vrst, zaradi katerih je tudi uvrščena v Naturo 2000, mdr. sulec (Hucho hucho), blistavec (Leuciscus souffia), zvezdogled (Gobio uranoscopus), navadna nežica (Cobitis taenia), kapelj (Cottus gobio) in pohra (Barbus meridionalis). Je tudi ribolovna reka, v kateri ribiči lovijo potočno postrv (Salmo trutta), sulca (Hucho hucho), lipana (Thymallus thymallus), navadno mreno (Barbus barbus) in klena (Leuciscus cephalus cephalus) ter umetno vnešeno šarenko (Oncorhynchus mykiss). Reka je razdeljena na ribolovne revirje ribiških družin Žiri (od Sopota do jezu na Hotavljah), Visoko (od jezu na Hotavljah do mostu v Spodnjem Logu) in Sora (od Spodnjega Loga do sotočja obeh Sor).